# Liste des chapitres de Elle et lui
Cette page recense la liste des chapitres du manga Elle et lui de Masami Tsuda.

## Liste des volumes
| no | Japonais         | Japonais          | Français          | Français          |
| no | Date de sortie   | ISBN              | Date de sortie    | ISBN              |
| --- | ---------------- | ----------------- | ----------------- | ----------------- |
| 1 | 5 juin 1996      | 978-4-592-12065-0 | 25 mars 2005      | 2-84580-647-7     |
| Personnages en couverture : YukinoListe des chapitres : Acte 1 : Son cas à elle Acte 2 : Secret Acte 3 : Son cas à lui Hors série : Le tigre et le caméléon, une promesse d’une semaine Le journal de Tsuda |                  |                   |                   |                   |
| 2 | 5 février 1997   | 978-4-592-12066-7 | 27 mai 2005       | 2-84580-648-5     |
| Personnages en couverture : ArimaListe des chapitres : Acte 4 : Le jour où nous sommes devenus des amoureux Acte 5 : Le labyrinthe du lycée Acte 6 : Son ambition Acte 7 : Crazy for you Hors série : Sous les cerisiers en fleurs Le journal de Tsuda                                                                             |                  |                   |                   |                   |
| 3 | 5 août 1997      | 978-4-592-12067-4 | 1er juin 2005     | 2-84580-649-3     |
| Personnages en couverture : HideakiListe des chapitres : Acte 8 : Le tonnerre gronde (1) Acte 9 : Le tonnerre gronde (2) Acte 10 : Le tonnerre gronde (3) Acte 11 : Ce jour-là, Yukino Miyazawa… Acte 12 : Rivale Le journal de Tsuda                                                                                              |                  |                   |                   |                   |
| 4 | 5 décembre 1997  | 978-4-592-12068-1 | 30 septembre 2005 | 2-84580-650-7     |
| Personnages en couverture : Tsukino et KanoListe des chapitres : Acte 13 : Rivale (2) Acte 14 : Rivale (3) Acte 15 : Rivale (4) Acte 16 : À la fin du trimestre À demain, dans la forêt Le journal de Tsuda |                  |                   |                   |                   |
| 5 | 5 juin 1998      | 978-4-592-12069-8 | 23 novembre 2005  | 2-84580-651-5     |
| Personnages en couverture : TsubasaListe des chapitres : Acte 17 : Au début des vacances d’été Acte 18 : Space Acte 19 : Le garçon de l’ouest, la fille de l’est (home sweet home) Acte 20 : Telephone line Acte 21 : À partir de maintenant jusqu’à l’infini Le journal de Tsuda                                                  |                  |                   |                   |                   |
| 6 | 5 octobre 1998   | 978-4-592-12070-4 | 1er mars 2006     | 2-84580-652-3     |
| Personnages en couverture : MahoListe des chapitres : Acte 22 : À partir de maintenant jusqu’à l’infini (2) Acte 23 : Absence Acte 24 : Amour Acte 25 : Progression / évolution Acte 26 : Les jours ensoleillés donnent des visions d’éternité Le journal de Tsuda                                                                 |                  |                   |                   |                   |
| 7 | 5 mars 1999      | 978-4-592-12071-1 | 19 avril 2006     | 2-84580-653-1     |
| Personnages en couverture : TsubakiListe des chapitres : Acte 27 : 14 days - 1 Acte 28 : 14 days <le garçon nommé T> Acte 29 : 14 days <fils entrecroisés> Acte 30 : 14 days <début> Acte 31 : 14 days <après les cours> Acte 32 : 14 days <rayon de soleil et clair de lune> Le journal de Tsuda                                  |                  |                   |                   |                   |
| 8 | 4 septembre 1999 | 978-4-592-12072-8 | 17 mai 2006       | 2-84580-654-X     |
| Personnages en couverture : TakefumiListe des chapitres : Acte 33 : 14 days <je veux savoir> Acte 34 : 14 days <celle que j’aime> Acte 35 : 14 days <31 degrés à l’ombre> Acte 36 : 14 days <Hurricane> Sa majesté l’insolent Le journal de Tsuda                                                                                  |                  |                   |                   |                   |
| 9 | 4 mars 2000      | 978-4-592-12073-5 | 7 juin 2006       | 2-84580-655-8     |
| Personnages en couverture : Tsukino et AyaListe des chapitres : Acte 37 : 14 days → que la fête commence ! Acte 38 : La fête du lycée · 1 Acte 39 : La fête du lycée · 2 Acte 40 : La fête du lycée · 3 Acte 41 : La fête du lycée · 4 Acte 42 : La roue du destin                                                                 |                  |                   |                   |                   |
| 10 | 5 octobre 2000   | 978-4-592-12074-2 | 3 juillet 2006    | 2-84580-656-6     |
| Personnages en couverture : YusukeListe des chapitres : Acte 43 : Une pièce ensoleillée · 1 Acte 44 : Une pièce ensoleillée · 2 Acte 45 : GO GO Kyoto · 1 Acte 46 : GO GO Kyoto · 2 Acte 47 : GO GO Kyoto · 3 Acte Zéro Remerciements et bêtises en tout genre                                                                     |                  |                   |                   |                   |
| 11 | 5 juillet 2001   | 978-4-592-12075-9 | 17 août 2006      | 2-84580-657-4     |
| Personnages en couverture : KazumaListe des chapitres : Acte 48 : Beautiful days Acte 49 : Rain Acte 50 : Sing a song Acte 51 : Live Acte 52 : Sleeping Beauty Acte 53 : Love Le journal de Tsuda |                  |                   |                   |                   |
| 12 | 5 octobre 2001   | 978-4-592-12076-6 | 14 septembre 2006 | 2-84580-658-2     |
| Personnages en couverture : Tsubasa et le groupe Yin YangListe des chapitres : Acte 54 : Born Acte 55 : Yin and Yang Acte 56 : Tsubasa Acte 57 : You light up my life Acte 58 : La vie de Rika Ushio et Atsuya |                  |                   |                   |                   |
| 13 | 2 mai 2002       | 978-4-592-12077-3 | 4 octobre 2006    | 2-84580-659-0     |
| Personnages en couverture : Yukino et SōichirōListe des chapitres : Acte 59 : Et puis, le temps passa Acte 60 : "1" Acte 61 : Perfect world Acte 62 : Bruits de pas Acte 63 : Loin de toi Le journal de Tsuda |                  |                   |                   |                   |
| 14 | 5 septembre 2002 | 978-4-592-12078-0 | 22 novembre 2006  | 2-84580-660-4     |
| Personnages en couverture : SōichirōListe des chapitres : Acte 64 : Effondrement Acte 65 : Préface Acte 66 : Déchiré Acte 67 : Alerte Acte 68 : Pandore Le journal de Tsuda |                  |                   |                   |                   |
| 15 | 5 février 2003   | 978-4-592-12079-7 | 6 décembre 2006   | 2-84580-661-2     |
| Personnages en couverture : Yukino et SōichirōListe des chapitres : Acte 69 : Un sonnet pour lui Acte 70 : Un sonnet pour son autre lui Acte 71 : Un sonnet pour elle Acte 72 : Un sonnet pour elle et lui Acte 73 : La fin de la nuit Le journal de Tsuda                                                                         |                  |                   |                   |                   |
| 16 | 5 juillet 2003   | 978-4-592-17860-6 | 24 janvier 2007   | 2-84580-662-0     |
| Personnages en couverture : SōichirōListe des chapitres : Acte 74 : Comme dans un rêve Acte 75 : Révolution Acte 76 : Le chemin de lumière Acte 77 : Mother Acte 78 : Un oiseau qui traverse les ténèbres Le journal de Tsuda |                  |                   |                   |                   |
| 17 | 5 décembre 2003  | 978-4-592-17861-3 | 21 février 2007   | 2-84580-663-9     |
| Personnages en couverture : ReijiListe des chapitres : Acte 79 : Prélude Acte 80 : Pianiste Acte 81 : Concert Acte 82 : Tempest Acte 83 : A boy and a man Le journal de Tsuda |                  |                   |                   |                   |
| 18 | 1er mai 2004     | 978-4-592-17862-0 | 4 avril 2007      | 2-84580-664-7     |
| Personnages en couverture : ShōjiListe des chapitres : Acte 84 : La vie en rose Acte 85 : Cadenza Acte 86 : Nocturne Acte 87 : Game Acte 88 : The way we were Le journal de Tsuda |                  |                   |                   |                   |
| 19 | 5 octobre 2004   | 978-4-592-17863-7 | 6 juin 2007       | 2-84580-665-5     |
| Personnages en couverture : ReijiListe des chapitres : Acte 89 : Deux frères Acte 90 : Spirale Acte 91 : Un fils Acte 92 : Un long voyage Acte 93 : Rédemption Le journal de Tsuda |                  |                   |                   |                   |
| 20 | 5 mars 2005      | 978-4-592-17864-4 | 22 août 2007      | 978-2-84580-759-4 |
| Personnages en couverture : EikoListe des chapitres : Acte 94 : Le salut Acte 95 : La fin du voyage Acte 96 : Shizuné raconte Acte 97 : Un brillant avenir Acte 98 : Shinning star |                  |                   |                   |                   |
| 21 | 5 août 2005      | 978-4-592-17865-1 | 10 octobre 2007   | 978-2-84580-955-0 |
| Personnages en couverture : Yukino et SōichirōListe des chapitres : Acte 99 : Une histoire inénarrable Acte 100 : Période de révision Acte 101 : Le mois de mars Dernier Acte : Le bonheur à l’état pur La dernière valse d’Elle et Lui Vos dernières impressions Épilogue Une fin pour chaque chose, et une chose pour chaque fin |                  |                   |                   |                   |